# إيوان روبرتس
إيوان روبرتس (بالإنجليزية: Iwan Roberts)‏ (26 يونيو 1968 في المملكة المتحدة - ) هو لاعب كرة قدم بريطاني في مركز الهجوم. شارك مع منتخب ويلز لكرة القدم. أما مع النوادي، فقد لعب مع كامبريدج يونايتد وليستر سيتي ونادي غيلينغهام ونادي واتفورد ونورويتش سيتي وهدرسفيلد تاون ووولفرهامبتون واندررز.

## مسيرته الكروية
لعب إيوان روبرتس خلال مسيرته الاحترافية مع 7 أندية في اثنين وعشرين موسمًا وسجل خلالها 211 هدف ضمن 658 مباراة. ولم يفز بأي موسم بالكأس أو بالدوري.
خاض إيوان روبرتس مسيرته مع نادي واتفورد في موسم 1985–86 ليلعب معه خمسة مواسم، مشاركًا في 63 مباراة سجل خلالها 9 أهداف. ثم انتقل إلى نادي هدرسفيلد تاون في موسم 1990–91 ليلعب معه أربعة مواسم، حيث شارك في 153 مباراة سجل خلالها 59 هدفًا. لينتقل بعدها إلى نادي ليستر سيتي في موسم 1993–94 واستمر معه طيلة ثلاثة مواسم، مشاركًا في 100 مباراة سجل خلالها 41 هدفًا. ثم انتقل إلى نادي وولفرهامبتون واندررز في موسم 1996–97 لمدة موسم واحد، مشاركًا في 33 مباراة سجل خلالها 12 هدفًا. هذا وانتقل لاحقًا إلى نادي نورويتش سيتي في موسم 1997–98 ليلعب معه سبعة مواسم، مشاركًا في 279 مباراة سجل خلالها 84 هدفًا. ثم انتقل بعدها إلى نادي كامبريدج يونايتد في موسم 2004–05 لمدة موسم واحد، مشاركًا في 10 مباريات سجل خلالها 3 أهداف.

## وصلات خارجية
- إيوان روبرتس على موقع قاعدة بيانات كرة القدم.إي يو (الإنجليزية)
- إيوان روبرتس على موقع ناشيونال فوتبول تيمز (الإنجليزية)
- إيوان روبرتس على موقع Soccerbase.com (لاعب) (الإنجليزية)
- إيوان روبرتس على موقع عالم كرة القدم.نت (الإنجليزية)